# Plano de Sorgenfrey
Em topologia, o plano de Sorgenfrey é frequentemente citado como contra-exemplo para várias conjecturas de outro modo plausíveis. Ele consiste do espaço produto de duas cópias da linha de Sorgenfrey, que é a reta real {\displaystyle \mathbb {R} } com a topologia dos intervalos semi-abertos. A reta de Sorgenfrey e seu plano recebem tal nome em homenagem ao matemático Americano Robert Sorgenfrey.
Uma base para o plano de Sorgenfrey, denotado por {\displaystyle X} a partir de agora, é portanto o conjunto dos retângulos  que incluem o lado esquerdo, o canto sudoeste, e o lado inferior, e omite o canto sudeste, o lado direito, o canto nordeste, o lado superior, e o canto noroeste. Abertos de {\displaystyle X} são uniões de tais retângulos.
{\displaystyle X} é um exemplo de um espaço que é produto de espaços de Lindelöf que não é um espaço de Lindelöf. É também um exemplo de um espaço que é produto de espaços normais e não é normal.A chamada  anti-diagonal,  Δ = { (x, −x) | x ∈ R } é um  subconjunto discreto deste espaço, e é um  subconjunto não-separável do espaço separável X. Isto mostra que a separabilidade não é herdada para subespaços fechados. Note que K = { (x, −x) | x ∈ Q } e
Δ\K são conjuntos fechados que não podem ser separados por conjuntos abertos, mostrando que X não é normal.